# Virgin Steele
A Virgin Steele amerikai metal együttes. 1981-ben alakultak meg Long Island-en.

## Története
Első nagylemezüket 1982-ben adták ki. Power metal, heavy metal, szimfonikus metal műfajokban játszanak, a kilencvenes években még hard rockot is játszottak egy album erejéig. A zenekar szimfonikus metal-orientált albumai főleg legenda beli történetekről, illetve szereplőkről szólnak. Lemezeiket a német SPV GmbH illetve Noise Records kiadók jelentetik meg. Zenéjükre a dallam és az "epikus" hangulat egyaránt jellemző (utóbbi inkább a szimfonikus metal albumaikon érezhető).
A zenekarnak kultikus státusza van a metal rajongók körében. Ennek ellenére olyan kritikus is akad, aki csak egy szimpla Manowar utánzatnak tartja az együttest. A két zenekar hasonló hangzásvilággal rendelkezik, és szövegeik témái is hasonlóak(mitológia, istenek, csaták). Az együttesnek továbbá változatos stílusú albumai akadnak: a nyolcvanas évekbeli lemezeiken hagyományos heavy metalt játszottak, az 1993-as lemezüket inkább a hard rock stílus jellemezte, az utána következő "anyagaikon" pedig a power, illetve a szimfonikus metal stílus dominál. A szimfonikus metal hangzású lemezeiken a komolyzene hatása is érezhető. David DeFeis "romantikus barbár" megnevezéssel illeti együttese zenéjét. Legtöbb albumukon szerepet kapnak instrumentális komolyzene ihletettségű számok is. Magyarországon eddig egyszer koncerteztek, 2001-ben, a HammerFall és a Freedom Call társaságában.

## Tagok
- David DeFeis - ének, billentyűk, zongora (1981-)
- Edward Pursino - gitár (1984-)
- Josh Block - basszusgitár, további gitárok (2001-)
- Matt McKasty - dobok (2015-)

## Korábbi tagok
- Kelly Nichols - basszusgitár (1981)
- Jack Starr - gitár (1981-1984)
- Joe O'Reilly - basszusgitár (1981-1992)
- Joey Ayvazian - dobok (1981-1995)
- Teddy Cook - basszusgitár (1992)
- Rob DeMartino - basszusgitár (1993-2000)
- Jeff Beavers - basszusgitár (2000)
- Frank Gilchriest - dobok (1995-2015)

## Diszkográfia
- Virgin Steele - nagylemez, 1982
- Guardians of the Flame - nagylemez, 1983
- Wait for the Night - EP, 1983
- Noble Savage - nagylemez, 1985
- Age of Consent - nagylemez, 1988
- Life Amongst the Ruins - nagylemez, 1993
- The Marriage of Heaven and Hell Part I - nagylemez, 1995
- The Marriage of Heaven and Hell Part II - nagylemez, 1996
- Invictus - nagylemez, 1998
- Magick Fire Music - EP, 2000
- Hymns to Victory - válogatáslemez, 2002
- The Book of Burning - válogatáslemez, 2002
- Visions of Eden - nagylemez, 2006
- The Black Light Bacchanalia - nagylemez, 2010
- Nocturnes of Hellfire and Damnation - nagylemez, 2015
- Ghost Harvest 1 - Black Wine for Mourning - nagylemez, 2018 [2]
- Ghost Harvest 2 - Red Wine for Warning - nagylemez, 2018 [2]
- Gothic Voodoo Anthems - nagylemez, 2018 [2]
- Hymns to Victory - nagylemez, 2018
- The Book of Burning- nagylemez, 2018

## Egyéb kiadványok
Tribute albumok
- By the Gods: A Noble Tribute to Virgin Steele - 2015